# Отечественная война 1812 года
Оте́чественная война́ 1812 го́да, во французской историографии — Ру́сская кампа́ния 1812 го́да (фр. Campagne de Russie 1812) — военный конфликт между Российской и Первой Французской империями, протекавший на территории России в период с 12 (24) июня до 14 (26) декабря 1812 года. В дореволюционной российской историографии традиционно именовался «нашествием двенадцати языков» (уст. Нашествіе двунадесяти языковъ) в связи с многонациональным составом армии Наполеона.
Причинами войны стали отказ Российской империи активно поддерживать континентальную блокаду, в которой Наполеон видел главное оружие против Великобритании, а также политика Наполеона в отношении европейских государств, проводившаяся без учёта интересов России.
«Масштаб операций в 1812 году почти невероятен, а потери — военные и гражданские, французских захватчиков и русских защитников — вызывают содрогание даже сегодня, несмотря на несоизмеримо большие потери в двух последовавших одна за другой мировых войнах в XX веке».
На первом этапе войны (с июня по сентябрь 1812 года) русская армия с боями отступала от границ России до Москвы, дав под Москвой Бородинское сражение. Этап завершился сдачей и сожжением Москвы.
В начале второго этапа войны (с октября по декабрь 1812 года) наполеоновская армия маневрировала, стремясь уйти на зимние квартиры в неразорённые войной местности, а затем отступала до границ России, преследуемая русской армией, голодом и морозами.
Война закончилась почти полным уничтожением наполеоновской армии, освобождением территории России и переносом военных действий на земли Варшавского герцогства и Германии в 1813 году (см. Война шестой коалиции). Среди причин поражения армии Наполеона российский историк Н. А. Троицкий называет всенародное участие в войне и героизм русской армии, неготовность французской армии к боевым действиям на больших пространствах и в природно-климатических условиях России, полководческие дарования русского главнокомандующего М. И. Кутузова и других генералов русской армии.

## Предыстория конфликта
В 1789—1799 годах во Франции произошла Великая французская революция, в дальнейшем закончившаяся приходом к власти Наполеона Бонапарта. Реакцией нескольких крупных монархических европейских стран (включая Россию и Великобританию) было создание серии антифранцузских коалиций, изначально ставивших целью восстановление монархии Бурбонов, но позже принявших оборонительный характер в попытке остановить дальнейшее распространение французской экспансии в Европе. 
Война четвёртой коалиции закончилась для России поражением русских войск в битве под Фридландом 14 июня 1807 года. Император Александр I заключил с Наполеоном Тильзитский мир, по которому обязался присоединиться к континентальной блокаде Великобритании, что противоречило экономическим и политическим интересам России. По мнению русского дворянства и армии, условия мирного договора были унизительны и позорны для страны. Русское правительство использовало Тильзитский договор и последовавшие за ним годы для накопления сил к предстоящей борьбе с Наполеоном.
По итогам Тильзитского мира и Эрфуртского конгресса Россия в 1808 году отобрала у Швеции Финляндию и сделала ряд других территориальных приобретений; Наполеону же развязала руки для покорения всей Европы. Французские войска после ряда аннексий, произведённых главным образом за счёт австрийских владений (см. Война пятой коалиции), придвинулись вплотную к границам Российской империи.

### Причины войны

#### Со стороны Франции
После 1807 года главным и, по сути, единственным врагом Наполеона оставалась Великобритания. Великобритания захватила колонии Франции в Америке и Индии и препятствовала французской торговле. Учитывая, что Англия господствовала на море, единственным реальным оружием Наполеона в борьбе с ней была континентальная блокада, эффективность которой зависела от желания других европейских государств соблюдать санкции. Наполеон настойчиво требовал от Александра I более последовательно осуществлять континентальную блокаду, но наталкивался на нежелание России разрывать отношения со своим главным торговым партнёром.
В 1810 году русское правительство ввело свободную торговлю с нейтральными странами, что позволяло России торговать с Великобританией через посредников, и приняло заградительный тариф, который повышал таможенные ставки, главным образом на ввозившиеся французские товары. Это вызвало негодование французского правительства.
Наполеон не был наследственным монархом и поэтому желал подтвердить легитимность своего коронования через брак с представительницей одного из великих монархических домов Европы. В 1808 году российскому царствующему дому было сделано предложение о браке между Наполеоном и сестрой Александра I великой княжной Екатериной; предложение было отклонено под предлогом помолвки Екатерины с принцем Саксен-Кобургским. В 1810 году Наполеону было отказано вторично, на этот раз относительно брака с другой великой княжной — 14-летней Анной (впоследствии королевой Нидерландов). В том же году Наполеон женился на принцессе Марии-Луизе Австрийской, дочери императора Австрии Франца II. По мнению историка Е. В. Тарле, «австрийский брак» для Наполеона «был крупнейшим обеспечением тыла, в случае, если придётся снова воевать с Россией». Двойной отказ Наполеону со стороны Александра I и брак Наполеона с австрийской принцессой вызвали кризис доверия в русско-французских отношениях и резко их ухудшили.
В начале 1811 года Россия, опасавшаяся восстановления Польши, стянула несколько дивизий к границам Варшавского герцогства, что было воспринято Наполеоном как военная угроза герцогству.
В 1811 году Наполеон заявил своему послу в Варшаве аббату де Прадту: «Через пять лет я буду владыкой всего мира. Остаётся одна Россия, — я раздавлю её…».

#### Со стороны России
Согласно традиционным представлениям в российской науке, от последствий континентальной блокады, к которой Россия присоединилась по условиям Тильзитского мира 1807 года, страдали русские землевладельцы и купцы и, как следствие, государственные финансы России. Континентальная блокада Англии вплотную подвела Россию к настоящей финансовой катастрофе, поскольку объём внешнеторговых операций сократился почти наполовину, а размер бюджетного дефицита увеличился с 12 до 157 млрд рублей, то есть в 13 раз. Однако ряд исследователей утверждает, что благосостояние основных податных сословий, в числе которых были купечество и крестьянство, не претерпело существенных изменений в период блокады. Об этом, в частности, можно судить по динамике недоимок по платежам в бюджет, которая показывает, что эти сословия даже нашли возможность выплачивать в рассматриваемый период повышенные налоги. Эти же авторы утверждают, что ограничение ввоза иностранных товаров стимулировало развитие российской промышленности. Снижение таможенных сборов, наблюдавшееся в период блокады, не имело большого влияния на российский бюджет, поскольку пошлины не являлись его существенной статьёй, и даже в момент достижения своей максимальной величины в 1803 году, когда они составили 13,1 млн руб., на их долю приходилось всего 12,9 % доходов бюджета. Поэтому, согласно этой точке зрения, континентальная блокада Англии была для Александра I только поводом к разрыву отношений с Францией.
Ещё одним источником русско-французских противоречий стал польский вопрос, поскольку в Петербурге прекрасно сознавали, что Великое герцогство Варшавское, созданное Наполеоном в 1806 году из этнических польских провинций Прусского королевства, было прекрасным военным плацдармом для будущего нашествия наполеоновской армии на Россию.
В 1807 году из польских земель, входивших, согласно второму и третьему разделам Польши, в состав Пруссии и Австрии, Наполеон создал Великое герцогство Варшавское. Наполеон поддерживал мечты Варшавского герцогства воссоздать независимую Польшу до границ бывшей Речи Посполитой, что было возможно сделать только после отторжения от России части её территории. В 1810 году Наполеон отобрал владения у герцога Ольденбургского, родственника Александра I, что вызвало негодование в Петербурге. Александр I требовал передать Варшавское герцогство как компенсацию за отнятые владения герцогу Ольденбургскому или ликвидировать его как самостоятельное образование.
Вопреки условиям Тильзитского соглашения, Наполеон продолжал оккупировать своими войсками территорию Пруссии, Александр I требовал вывести их оттуда.
С конца 1810 года в европейских дипломатических кругах стали обсуждать грядущую войну между Французской и Российской империями. На дипломатическом приёме 15 августа 1811 года Наполеон гневно высказал в адрес России ряд угроз русскому послу в Париже князю Куракину, после чего в Европе уже никто не сомневался в близкой войне Франции и России. К осени 1811 года российский посол в Париже князь Куракин докладывал в Санкт-Петербург о признаках неизбежной войны.

### Дипломатия и разведка накануне войны
17 декабря 1811 года в Париже между Наполеоном и Австрийской империей в лице посла Шварценберга были достигнуты договорённости, на основании которых 14 марта 1812 года был заключён Парижский франко-австрийский союзный договор. Австрия обязывалась выставить против России 30-тысячный корпус под командованием австрийского генерала, действовавшего в соответствии с директивами французского командования, а Наполеон обязался при успешном окончании войны вознаградить Австрию за все убытки и потери в результате войны и предоставить ей возможность расширить владения. Оговаривалось, что в случае восстановления Польского государства Австрия сохранит Галицию с правом обменять её на Иллирийские провинции, которые Наполеон у неё отнял по Шёнбруннскому миру 1809 года, часть Силезии и область по р. Инн.
24 февраля 1812 года также был заключён прусско-французский союзный договор (ратифицирован 5 марта). Пруссаки согласились предоставить Франции вспомогательный корпус численностью 20 тысяч человек, обеспечить свободный проход французских войск через свою территорию, снабжать французскую армию необходимым снаряжением и продовольствием в счёт не уплаченной Пруссией части контрибуции по Тильзитскому миру 1807 года, в обмен на это прусский король потребовал что-нибудь из отвоёванных русских земель (Курляндия, Лифляндия, Эстляндия).
Наполеон перед началом кампании изучал политическое, военное и экономическое положение России. Французами была широко развёрнута разведка. С 1810 года шпионы проникали в Россию под видом артистов, монахов, путешественников, торговцев, отставных русских офицеров. Разведка использовала французов и иных иностранцев — гувернёров, врачей, учителей, прислугу. Активной была и польская разведка, возглавлявшаяся начальником штаба войск Великого герцогства Варшавского генералом Фишером. Даже Пруссия, официально дружественная России, имела при своём посольстве в Петербурге осведомителей. Незадолго до войны французам удалось достать гравированные доски «столистовой» русской карты. Её надписи были переведены на французский язык, и именно этой картой пользовался французский генералитет во время войны. Послы Франции в России Л. Коленкур и Ж.-А. Лористон были «резидентами № 1 французской разведки». Командование французской армии знало состав и численность русских войск.
В подготовке к войне Россия также вела активную дипломатию и разведку. В результате тайных переговоров весной 1812 года австрийцы дали понять, что они не будут усердствовать на благо Наполеона и их армия не пойдёт далеко от австро-русской границы.
Шведскому наследному принцу (бывшему наполеоновскому маршалу) Бернадоту было сделано два предложения. Наполеон предлагал шведам Финляндию (незадолго до этого отвоёванную у Швеции Россией), если они выступят против России, а Александр I — Норвегию (помощь в отвоёвывании Норвегии у Дании, связь Норвегии с которой была сильно нарушена действиями англичан), если они выступят против Наполеона. Бернадот, взвесив оба предложения, склонился на сторону Александра — не только потому, что Норвегия была богаче Финляндии, но и потому, что от Наполеона Швецию ограждало море, а от России — ничто. В январе 1812 года Наполеон оккупировал Шведскую Померанию, толкнув Швецию к союзу с Россией. 24 марта (5 апреля) того же года Бернадот заключил союзный договор с Россией.
22 мая 1812 года главнокомандующий Молдавской армией Кутузов закончил пятилетнюю войну за Молдавию и заключил мир с Турцией. На юге России высвободилась Дунайская армия адмирала Чичагова как заслон от Австрии, вынужденной быть в союзе с Наполеоном.
Наполеон впоследствии говорил, что ему следовало отказаться от войны с Россией уже в тот момент, когда он узнал, что ни Турция, ни Швеция воевать с Россией не будут.
В результате успешных действий русской разведки командованию русской армии было детально известно состояние Великой армии. Каждое 1-е и 15-е число месяца французский военный министр представлял императору так называемый «Отчёт о состоянии» всей французской армии со всеми изменениями в численности её отдельных частей, со всеми переменами в её расквартировании, с учётом новых назначений на командные посты и т. д. Через агента во французском главном штабе этот отчёт немедленно попадал к полковнику А. И. Чернышёву, прикомандированному к русскому посольству в Париже, а от него — в Санкт-Петербург.

### Вооружённые силы противников
| Источник | Год  | Русская армия | Русская армия | Русская армия        | Великая армия | Великая армия | Великая армия |
| Источник | Год  | 1-я линия1)   | 2-я линия2)   | Итого                | 1-я линия3)   | 2-я линия4)   | Итого         |
| --- | ---- | ------------- | ------------- | -------------------- | ------------- | ------------- | ------------- |
| К. фон Клаузевиц | 1815 | 180           | 220           | 4005)                | 440           | 170           | 610           |
| М. И. Богданович | 1859 | 280           | 200           | 480                  | не указ.      | не указ.      | не указ.6)    |
| Е. В. Тарле | 1937 | 153           | ~250          | ~4005)               | 420—440       | 150           | 570—590       |
| Л. Г. Бескровный | 1962 | не указ.      | не указ.      | 597 (480 регулярных) | не указ.      | не указ.      | 638           |
| Т. Ленц | 2004 | 280           | 343           | 623                  | 455           | 223           | 678           |
| Д. Ливен | 2009 | 200           | более 200     | более 4005)          | 450           | не указ.      | не указ.      |
| 1) В приграничных армиях — 2) Прочие части русской армии — 3) В армиях вторжения — 4) Прочие части Великой армии (в Великую армию не входили войска во Франции и Испании) — 5) Авторы указывают, что списочная (но не фактическая) численность составляла 600 тысяч — 6) Автор указывает, что общая численность наполеоновских войск, вошедших в Россию в 1812 году — 608 тысяч |      |               |               |                      |               |               |               |

#### На стороне Франции
К 1811 году Французская империя со своими вассальными государствами насчитывала 71 млн человек из 172 млн, населявших Европу. На начальном этапе Наполеон смог собрать в поход против России, по разным источникам, от 400 до 450 тысяч солдат, из которых собственно французы составляли половину. Имеются свидетельства (в частности, генерала Бертезена) о том, что фактическая численность 1-й линии Великой армии составляла лишь приблизительно половину её списочного состава, то есть не более 235 тысяч человек, а командиры при подаче отчётов скрывали истинный состав своих частей. Данные русской разведки на тот момент давали ту же численность. В походе принимали участие 16 разных национальностей: наиболее многочисленными после французов были немцы и поляки. На основе союзных соглашений с Францией Австрия и Пруссия выделили 30 и 20 тысяч войск, соответственно. После вторжения в Россию к Великой армии добавились подразделения численностью до 20 тысяч, сформированные из жителей бывшего Великого княжества Литовского.
Изначально для вторжения в Россию было мобилизовано 630 тыс. человек. Всего, включая вторую линию и подкрепление, в русской кампании Наполеона со стороны Франции и её союзников принимало участие, по разным оценкам до 685 тыс. человек (более чем 650 000, 655 000, 665 000, 680 500, 685 000 человек и прочее).
У Наполеона имелись резервы: от 130 до 220 тысяч солдат в гарнизонах Центральной Европы (из них 70 тысяч в 9-м (Викто́р) и 11-м (Ожеро) резервных корпусах в Пруссии) и 100 тысяч Национальной гвардии Франции, которая по закону не могла воевать за пределами страны.
В преддверии военного столкновения французским командованием по реке Висле от Варшавы до Данцига были созданы крупные артиллерийские и продовольственные склады. Крупнейшим центром снабжения войск стал Данциг, в котором к январю 1812 года располагался запас продовольствия на 50 дней для 400 тысяч человек и 50 тысяч лошадей.
Основные силы Наполеон сосредоточил в трёх группах, которые по плану должны были окружить и уничтожить по частям армии Барклая и Багратиона. Левую (218 тысяч человек) возглавлял сам Наполеон, центральную (82 тысячи человек) — его пасынок, вице-король Италии Евгений Богарне, правую (78 тысяч человек) — младший брат в семье Бонапартов, король Вестфалии Жером Бонапарт. Помимо главных сил, против Витгенштейна на левом фланге расположился корпус Жака Макдональда в 32,5 тысячи человек, а на юге — правом фланге — союзнический корпус Карла Шварценберга, насчитывающий 34 тысячи человек.
Сильными сторонами Великой армии были большая численность, хорошее материальное и техническое обеспечение, боевой опыт, вера в непобедимость армии. Слабой стороной был её очень пёстрый национальный состав.

#### На стороне России
Численность армии
Население Российской империи в 1811 году составляло более 40 млн человек. Удар армии Наполеона приняли на себя войска, размещённые на западной границе: 1-я армия Барклая-де-Толли и 2-я армия Багратиона, всего 153 тысячи солдат и 758 орудий. Ещё южнее, на Волыни (северо-запад нынешней Украины), располагалась 3-я армия Тормасова (до 45 тысяч, 168 орудий), служившая заслоном от Австрии. В Молдавии против Турции стояла Дунайская армия адмирала Чичагова (55 тысяч, 202 орудия). В Финляндии против Швеции стоял корпус русского генерала Штейнгеля (19 тысяч, 102 орудия). В районе Риги находился отдельный корпус Эссена (до 18 тысяч), до четырёх резервных корпусов размещались дальше от границы.
В течение всей войны было объявлено четыре рекрутских набора, которые могли собрать более 400 тыс. человек. Однако для их подготовки требовалось время, поэтому Кутузов на втором этапе войны отказывался принимать в действующую армию «спешно подготовленных» рекрутов для пехоты и старался брать только конных.
Нерегулярные казачьи войска насчитывали по спискам 117 тысяч лёгкой кавалерии, однако реально в войне приняло участие 20—25 тысяч казаков.
Вооружение
Оружейные заводы выпускали ежегодно 1200—1300 орудий и более 150 тысяч пудов бомб и ядер (ср.: французские заводы выпускали 900—1000 орудий). На Тульском, Сестрорецком и Ижевском оружейных заводах изготовлялось от 43 до 96 тысяч ружей в год, кроме того арсеналы могли отремонтировать почти такое же количество оружия, в то время как во всех французских заводах выпускалось около 100 тысяч ружей в год. Русское оружие того времени было относительно высокого качества и по тактико-техническим данным не уступало французскому. Тем не менее мощностей собственного российского производства не хватало для удовлетворения всех потребностей армии. Некоторые полки и даже дивизии были вооружены английскими или австрийскими ружьями.
Русская пехота была вооружена в основном гладкоствольными ружьями; некоторые стрелки имели нарезные штуцера или винтовальные ружья.
Артиллерия располагала 6- и 12-фунтовыми пушками, а также единорогами, которые стреляли гранатами весом в ½ и ¼ пуда. Преобладающим типом полевой артиллерии были 6-фунтовые пушки, так же как и в большинстве европейских стран того времени.
К началу войны на складах русской армии был сосредоточен запас в несколько сотен орудий, а также до 175 тысяч ружей, 296 тысяч артиллерийских и 44 млн ружейных зарядов. Артиллерийские склады, снабжающие русскую армию, располагались по трём линиям:
- Вильно — Динабург — Несвиж — Бобруйск — Полонное — Киев
- Псков — Порхов — Шостка — Брянск — Смоленск
- Новгород — Москва — Калуга

По технико-военным данным армия России не отставала от армии Франции. Слабой стороной русской армии были воровство «комиссионеров» и интендантских чинов, казнокрадство многих полковых, ротных и прочих чинов, наживавшихся на довольствии, каковые злоупотребления, по образному замечанию современника, были «наполовину узаконены».
Реформа управления армиями
С марта 1811 года в России под руководством военного министра Барклая-де-Толли началась реформа управления армии — была создана «Комиссия составления военных уставов и уложений». Комиссия учла опыт разных стран — военные регламенты Австрии 1807—1809 годов, военные постановления Пруссии 1807—1810 годов, большое внимание было уделено новейшим уставам и инструкциям французской армии.
По новому уставу командование армией вверялось главнокомандующему, он же осуществлял управление ею через главный штаб. Главный штаб армии делился на четыре отделения: начальника главного штаба; инженерное; артиллерийское; интендантское. Начальники отделений главного штаба непосредственно подчинялись главнокомандующему. Преобладающее значение среди них имел начальник главного штаба. Начальник главного штаба был вторым лицом в армии, через него передавались все приказания главнокомандующего, он вступал в командование армией в случае болезни или смерти главнокомандующего. Отделение начальника главного штаба состояло из двух частей: квартирмейстерской и дежурной по армии. Генерал-квартирмейстер руководил оперативной частью армии, в ведении дежурного генерала находились вопросы, относящиеся к строевой, тыловой, военно-санитарной, военно-полицейской и военно-судной службам.
Военное министерство в феврале 1812 года из войск, расположенных на западной границе, образовало 1-ю и 2-ю Западные армии. В марте по армиям были разосланы печатные экземпляры устава, началось формирование их штабов.
Союзники России
18 июля 1812 года Россия и Великобритания подписали Эребруский мир, который прекратил вялотекущую англо-русскую войну, начавшуюся после присоединения России к континентальной блокаде. Эребруский мир восстанавливал дружеские и торговые отношения на основе принципа «наибольшего благоприятствования», предусматривал взаимную помощь при нападении третьей державы. Английская армия была вовлечена в бои с французами в Испании, а сильный флот англичан не мог влиять на сухопутные операции в Европе, хотя и являлся одним из факторов, склонивших позицию Швеции в пользу России. Испания, связав партизанским сопротивлением 200—300 тысяч французских солдат, косвенно оказала помощь России. 8 (20) июля 1812 года в Великих Луках полномочный представитель русского правительства Р. А. Кошелев подписал союзный договор с представителем испанской Верховной хунты Зеа де Бермудесом.
| Стороны | Пехота, тыс. | Кавалерия, тыс. | Всего1), тыс. | Артиллерия                      | Казаки, тыс. | Примечание |
| --- | ------------ | --------------- | ------------- | ------------------------------- | ------------ | --- |
| Русская армия | 4052)        | 752)            | 480           | 40 тысяч солдат 1550—1620 пушек | 117          | 120—1363) тысяч в 1-й армии Барклая-де-Толли в Литве, 49—573) тысяч во 2-й армии Багратиона в Беларуси, 44—493) тысяч в 3-й армии Тормасова на Украине, 593) тысяч на Дунае, 313) тысяча в Финляндии, 423) тысячи на Кавказе, остальные в резервных корпусах и гарнизонах по стране |
| Великая Армия | 4922)        | 962)            | 588           | 21—35 тысяч солдат, 1370 пушек  | —            | Главные силы: 218 тысяч человек — левая группа под непосредственным командованием самого Наполеона 82 тысячи — центральная группа Эжена Богарне 78 тысяч — правая группа Жерома Бонапарта Также: 32,5 тысячи — прусско-французский корпус Ж. Макдональда на левом фланге в районе Риги 34 тысячи — австрийский корпус К. Шварценберга на правом фланге против армии Тормасова 450—470 тысяч вторглись в Россию, из них 50 тысяч — союзные Наполеону войска из Австрии и Пруссии. После начала войны в виде подкреплений в Россию прибыло ещё 140 — 160 тысяч |
| 1) Всего, не включая артиллерийские, инженерные и иррегулярные войска — 2) Списочная численность, включая гвардию — 3) Данные включают число нестроевых (больных и обозников) в частях |              |                 |               |                                 |              | |

### Стратегические планы сторон перед началом боевых действий
Наполеон
Целями русской кампании для Наполеона были:
- прежде всего, ужесточение континентальной блокады Англии[97];
- возрождение в противовес Российской империи Польского независимого государства с включением в него территорий Литвы, Беларуси и Украины (первоначально Наполеон даже определял войну как Вторую польскую[98]);
- заключение военного союза с Россией для возможного совместного похода в Индию[99].

Рассчитывая, что император Александр первым нападёт на Великое Герцогство Варшавское, Наполеон планировал быстро закончить войну, разгромив русскую армию в генеральном сражении на польско-литовской территории в районе Вильны или Варшавы, где население было настроено антироссийски. Расчёт Наполеона был прост — поражение русской армии в одном-двух сражениях вынудит Александра I принять его условия.
Накануне русской кампании Наполеон заявлял Меттерниху: «Торжество будет уделом более терпеливого. Я открою кампанию переходом через Неман. Закончу я её в Смоленске и Минске. Там я остановлюсь». В отличие от политики, проводимой в Европе, Наполеон не ставил задач по изменению политического устройства России (в частности, не собирался освобождать крестьян от крепостной зависимости).
Проанализировав секретные донесения начала 1812 года, историк О. В. Соколов сделал вывод, что Наполеон рассчитывал быстро закончить кампанию, одержав победу в большом приграничном сражении. Отступление русской армии вглубь России застигло Наполеона врасплох, заставив в нерешительности задержаться в Вильне на 18 дней: таких колебаний император раньше никогда не допускал.
В мемуарах, написанных годы, подчас десятилетия спустя, Наполеону стали приписываться грандиозные планы завоевания Москвы. Так, рассказывают, что в беседе с французским послом в Варшаве Прадтом накануне вторжения Наполеон говорил: «Я иду в Москву и в одно или два сражения всё кончу. Император Александр будет на коленях просить мира. Я сожгу Тулу и обезоружу Россию». Приводят и другое высказывание Наполеона: «Если я возьму Киев, я возьму Россию за ноги; если я овладею Петербургом, я возьму её за голову; заняв Москву, я поражу её в сердце».
Русское командование
Стратегические планы войны с Францией — как оборонительного, так и наступательного характера (последние предусматривали захват Варшавского герцогства и, возможно, Силезии, а также Пруссии (в других планах Пруссия рассматривалась как вероятный союзник) — стали разрабатываться в Российской империи с февраля 1810 года; на данный момент известно более тридцати различных авторов (лишь немногие из которых, впрочем, непосредственно занимались разработкой стратегических планов) и более 40 документов различной степени детализации. Авторами проектов были: К. Л. Пфуль, д’Алонвиль, Б. М. Барклай де Толли (январь 1811 г.), К. Л. Толь, П. И. Багратион, Л. Л. Беннигсен, Ю.-А. Вольцоген (август 1810), П. А. Чуйкевич (1-я половина 1812 г.) и др.
В частности, в составленном в феврале 1811 года Беннингсеном плане рассматривались несколько вариантов ведения войны, однако главное внимание уделялось наступательному варианту, при котором Россия должна опередить Францию и первой объявить ей войну, заняв Пруссию и Варшавское герцогство.
Российское командование задолго до начала войны предвидело возможность длительного организованного отступления с тем, чтобы избежать риска потери армии в решительном сражении. Общие принципы стратегии отступления разработал ещё прусский военный теоретик Д. Г. Бюлов; в августе 1810 года на рассмотрение князю П. М. Волконскому был представлен составленный годом ранее по предложению Евгения Вюртембергского план Людвига фон Вольцогена, рекомендовавший создание системы укреплённых опорных пунктов и стратегию отступления двух армий в расходящихся направлениях. В мае 1811 года император Александр I разъяснил своё отношение к предстоящей схватке послу Франции в России Арману Коленкуру:

Если император Наполеон начнёт против меня войну, то возможно и даже вероятно, что он нас побьёт, если мы примем сражение, но это ещё не даст ему мира. … За нас — необъятное пространство, и мы сохраним хорошо организованную армию. … Если жребий оружия решит дело против меня, то я скорее отступлю на Камчатку, чем уступлю свои губернии и подпишу в своей столице договоры, которые являются только передышкой. Француз храбр, но долгие лишения и плохой климат утомляют и обескураживают его. За нас будут воевать наш климат и наша зима.

Александр I в июле 1811 г. утвердил план, составленный К. Л. Пфулем, а другие проекты были отклонены или даже не рассматривались. По плану Пфуля предполагалось вести боевые действия тремя армиями, одна из которых должна была удерживать противника с фронта, а другие — действовать с фланга и тыла. Планировалось, что если французы поведут наступление против 1-й армии, то она должна отойти и обороняться из Дрисского укреплённого лагеря, а в это время 2-я армия наносит удары по флангу и тылу наступающих французов. Активные оборонительные действия обеих армий на линиях коммуникаций французов должны были принудить противника к отступлению, поскольку, по мнению автора плана, он не мог долгое время оставаться на опустошённой территории. 3-я армия, по этому плану, прикрывала фланги 2-й армии и киевское направление. В ходе войны план Пфуля был отвергнут как невозможный в условиях современной манёвренной войны.
Выдвигались и другие предложения о стратегии ведения войны. В частности, командующий 2-й Западной армии генерал Багратион предлагал наступательный план против Наполеона, который предусматривал выдвижение весной 1812 года русских войск на линию Вислы с захватом Варшавы. Император этот план не одобрил, поскольку к тому моменту Наполеон уже сосредоточил 220 тысяч солдат в укреплениях вдоль русской границы.

## Наступление Наполеона (июнь — сентябрь 1812 года)
Перед началом кампании 1812 года французская и польская пропаганда активно доказывала необходимость войны, используя, в частности, лозунги: «Европа — либо французская, либо казацкая» и «Наполеон несёт свободу Польше и русским рабам». Большими тиражами распространялось фальшивое «Завещание Петра Великого», поддельные «указы» Александра I о беспощадном уничтожении поляков любого возраста.
Весной 1812 года военные и дипломатические приготовления Наполеона к войне, где особое значение имел польский плацдарм, вступили в завершающую фазу. В Варшавском герцогстве был проведён новый рекрутский набор, из Испании возвращены польские полки. 3 марта 1812 года был образован Польский корпус, который с 1 апреля 1812 года именовался 5-м армейским корпусом Великой армии. Во главе него стоял военный министр герцогства Ю. Понятовский. Численность набранной в герцогстве армии достигла 90 000 человек. Французский император, не желая объединять эти полки в единое войско, оставил Ю. Понятовскому только 30 000 солдат. Остальные польские войска были распределены отдельными частями по всей наполеоновской армии.
9 мая 1812 года Наполеон выехал из Сен-Клу в Дрезден, где встречался с «союзными» монархами Европы. Из Дрездена император отправился к Великой армии на реку Неман, разделявшую Пруссию и Россию. 22 июня Наполеон обратился с воззванием к войскам, в котором обвинил Россию в нарушении Тильзитского соглашения и назвал нападение на Россию «второй польской войной» (тогда как «первой польской» считалась война четвёртой коалиции, закончившаяся Тильзитским миром и вычленением из прусских владений Варшавского герцогства). Воззвание было включено во 2-й бюллетень Великой армии — эти пропагандистские выпуски выходили в течение всей войны. В тот же день французский посол в Санкт-Петербурге Ж. Лористон вручил председателю Государственного совета и Комитета министров Н. И. Салтыкову ноту с объявлением войны.
Вечером 11 (23) июня 1812 года разъезд лейб-гвардии Казачьего полка в трёх верстах вверх по реке Неман, неподалёку от Ковно (Литва), заметил подозрительное движение на противоположном берегу. Когда совсем стемнело, через реку с возвышенного и лесистого берега на русский берег на лодках и паромах переправилась рота французских сапёров, произошла первая перестрелка.
После полуночи 12 (24) июня 1812 года по четырём наведённым выше Ковно мостам началась переправа французских войск через пограничный Неман. В 6 часов утра 12 (24) июня 1812 года авангард французских войск вошёл в российскую крепость Ковно. Вечером 24 июня император Александр I находился на балу у Беннигсена в Вильне, где ему и доложили о вторжении Наполеона.
Переправа 220 тысяч солдат Великой армии под Ковно заняла четыре дня. Реку форсировали 1-й, 2-й, 3-й пехотные корпуса, гвардия и кавалерия.
Первое боевое столкновение с русской армией (русского арьергарда с атаковавшей его конницей Мюрата) произошло 25 июня возле селения Барбаришки (совр. Бабришкес). Такие же стычки произошли при Румшишках (совр. Румшишкес) и Попарцах (совр. Папарцяй).
17 (29) июня—18 (30) июня около Прены южнее Ковно Неман перешла другая группировка (67 тысяч солдат: 4-й и 6-й пехотные корпуса, кавалерия) под командованием вице-короля Италии Евгения Богарне. Почти одновременно 18 (30) июня ещё южнее, около Гродно Неман пересекли четыре корпуса (78—79 тысяч солдат: 5-й, 7-й, 8-й пехотные и 4-й кавалерийский корпуса) под общим командованием короля Вестфалии Жерома Бонапарта.
На северном направлении возле Тильзита Неман пересёк 10-й корпус маршала Макдональда. На южном направлении со стороны Варшавы через Буг начал вторжение отдельный Австрийский корпус генерала Шварценберга (30—34 тысячи солдат).
16 (28) июня была занята Вильна. 18 (30) июня к Наполеону прибыл генерал-адъютант Балашов, направленный Александром I с предложением вывести французские войска из России и заключить мир. Наполеон ответил отказом. Устроив государственные дела в оккупированной Литве (было воссоздано Великое княжество Литовское), он выехал из Вильны вслед за своими войсками лишь 4 (16) июля.
- Переправа наполеоновской армии через Неман
- Переправа наполеоновской армии через Неман. Неизвестный художник
- Переправа Итальянского корпуса Евгения Богарне через Неман 30 июня 1812 года. Адам
- Переход через Неман 12 июня 1812 (рис. из «Военной энциклопедии»)
- Переправа наполеоновских войск через Неман. Кларк[англ.]

### От Немана до Смоленска

#### Северное направление
Наполеон направил 10-й корпус (32 тысячи) маршала Макдональда на Петербург. Предварительно корпусу предстояло занять Ригу, а затем, соединившись с 2-м корпусом маршала Удино (28 тысяч), двинуться дальше. Основу корпуса Макдональда составлял 20-тысячный прусский корпус под командованием генерала Граверта (позже Йорка).
Маршал Макдональд подступил к укреплениям Риги, однако, не имея осадной артиллерии, остановился на дальних подступах к городу. Военный губернатор Риги генерал Эссен сжёг предместья и заперся в городе с сильным гарнизоном (18 тысяч). Стараясь поддержать Удино, Макдональд захватил оставленный город Динабург на реке Западная Двина и прекратил активные действия, поджидая осадную артиллерию из Восточной Пруссии. Пруссаки корпуса Макдональда избегали активных боевых столкновений в этой чужой для них войне.
Маршал Удино, заняв город Полоцк, решил обойти с севера отдельный корпус генерала Витгенштейна (25 тысяч), выделенный главнокомандующим 1-й армией Барклаем-де-Толли при отступлении через Полоцк для обороны петербургского направления. Опасаясь соединения Удино с Макдональдом, Витгенштейн 18 (30) июля атаковал не ожидавший нападения и ослабленный маршем корпус Удино под Клястицами, отбросил его обратно к Полоцку и попытался захватить город 5 (17) августа—6 (18) августа, однако корпус генерала Сен-Сира, своевременно направленный Наполеоном в поддержку корпусу Удино, помог отбить атаку и восстановить равновесие.
Маршалы Макдональд и Удино завязли в вялотекущих боевых действиях, оставаясь на месте.
На Балтийском море российский флот в июле—сентябре 1812 года осуществлял крейсерство на широте Ирбенского пролива, а с 19 августа по 4 сентября осуществлял демонстративную блокаду и бомбардировку Данцига, вынудив Наполеона отвлечь значительные силы на охрану побережья. На Западной Двине успешно действовала русская гребная флотилия (до 120 ед.).

#### Центральное (Московское) направление
Части 1-й Западной армии были раскиданы от Балтики до Лиды, штаб находился в Вильне.
Командующим 1-й армией был генерал от инфантерии Барклай-де-Толли, начальником его штаба — генерал-майор А. П. Ермолов; генерал-квартирмейстером — полковник квартирмейстерской части К. Ф. Толь.
Стремительным наступлением Наполеона для разбросанных русских корпусов создалась угроза быть разбитыми по частям. Корпус Дохтурова оказался в оперативном окружении, но смог вырваться и прибыть в сборный пункт Свенцяны. Французы отрезали конный отряд Дорохова, который присоединился к армии Багратиона. После того, как 1-я армия соединилась, Барклай-де-Толли начал постепенно отступать к Вильне и далее к Дриссе.
16 (28) июня армия вышла из Вильны и 27 июня (9 июля) прибыла в Дрисский укреплённый лагерь, в котором по плану Пфуля русская армия должна была измотать противника. Генералам удалось убедить царя в абсурдности этого плана, и 5 (17) июля армия отошла через Полоцк на Витебск, оставив для защиты Петербурга 1-й корпус Витгенштейна.
В Полоцке вред от пребывания Александра I при армии стал настолько очевиден, что в начале июля ближайшие доверенные лица императора (А. С. Шишков, А. А. Аракчеев и А. Д. Балашов) убедили его отбыть под предлогом необходимости присутствия в столице для подготовки резервов.
2-я Западная армия (до 45 тысяч) в начале вторжения располагалась под Гродно (на западе Беларуси) около 150 км от 1-й армии. Во главе 2-й Западной армии стоял П. И. Багратион, должность начальника штаба занимал генерал-майор Э. Ф. Сен-При, генерал-адъютант Александра I; генерал-квартирмейстера — генерал-майор М. С. Вистицкий 2-й.
Багратион попытался соединиться с основной 1-й армией, но достигнув Лиды (100 км от Вильно), понял, что французы не позволят этого сделать. 2-я армия отступила на юг. Казаки атамана Платова, прикрывая тылы отступающей армии, успешно задержали французов в боях у Гродно и под Миром. Чтобы отрезать 2-ю армию от основных сил и уничтожить, Наполеон послал маршала Даву с силами до 50 тысяч солдат. Даву двинулся из Вильно на Минск, который занял 8 июля. С запада на Багратиона наступал также Жером Бонапарт с четырьмя корпусами. Багратион стремительными маршами и успешными арьергардными боями оторвался от войск Жерома и через Новогрудок, Несвиж и Слуцк, обойдя Минск с юга, двинулся на Бобруйск.
19 июля 2-я армия находилась в Бобруйске на реке Березине, в то время как уже 21 июля передовые части корпуса Даву заняли Могилёв. Багратион, подойдя к Днепру в 60 километрах ниже Могилёва, послал 23 июля корпус Раевского отбросить Даву от Могилёва и выйти на прямую дорогу в Витебск, где по планам должны были соединиться русские армии.
В результате боя под Салтановкой Раевский задержал продвижение Даву на восток к Смоленску, но путь на Витебск оказался закрыт. Багратион смог без помех 24—25 июля форсировать Днепр в местечке Новое Быхово и направился к Смоленску. У Даву не оставалось сил преследовать 2-ю армию, в то время как безнадёжно отставшая от 2-й армии группировка Жерома Бонапарта (смещённого с командования к тому времени), была перенацелена Наполеоном на другие направления.
1-я армия 23 июля пришла в Витебск, где Барклай-де-Толли хотел дождаться 2-ю армию. Чтобы воспрепятствовать продвижению французов, он выслал 4-й корпус Остермана-Толстого навстречу авангарду противника. 25—26 июля в 26 верстах от Витебска произошёл бой под Островно. 27 июля Барклай-де-Толли отступил из Витебска к Смоленску, узнав о приближении Наполеона с основными силами и невозможности для Багратиона прорваться к Витебску.
3 августа 1-я и 2-я русские армии соединились под Смоленском, достигнув таким образом первого стратегического успеха. В войне наступила небольшая передышка, обе стороны приводили в порядок войска, утомлённые беспрерывными маршами.
В Витебске Наполеон сделал остановку, чтобы дать отдых войскам, расстроенным после 400 км наступления. 13 августа, после долгих колебаний, Наполеон выступил из Витебска на Смоленск.

#### Южное направление
7-й Саксонский корпус под командованием генерала Ренье (17—22 тысяч) должен был прикрывать правый фланг главных сил Наполеона от 3-й русской армии под командованием генерала Тормасова (46 тысяч человек при 164 орудиях). Ренье занял расположение по линии Брест—Кобрин—Пинск, распылив на протяжении 170 км и так небольшой корпус. 27 июля Тормасов окружил Кобрин, саксонский гарнизон под командованием Кленгеля (до 5 тысяч) был полностью разбит. Также были очищены от французских гарнизонов Брест и Пинск.
Поняв, что ослабленный Ренье не сможет удержать Тормасова, Наполеон принял решение не привлекать на главное направление Австрийский корпус генерала Шварценберга (30 тысяч) и оставил его на юге против Тормасова. Ренье, собрав свои войска и соединившись со Шварценбергом, атаковал Тормасова 12 августа у Городечны, заставив русских отступить к Луцку. На этом направлении в основном воевали саксонцы, австрийцы старались ограничиться артиллерийскими обстрелами и манёврами.
До конца сентября на южном направлении велись вялотекущие боевые действия в малонаселённой болотистой местности в районе Луцка.
Кроме генерала Тормасова на южном направлении находился 2-й русский резервный корпус генерала Эртеля, сформированный в Мозыре и оказывавший поддержку блокированному гарнизону Бобруйска. Для блокады Бобруйска, а также для прикрытия коммуникаций от Эртеля Наполеон оставил польскую дивизию генерала Домбровского (8 тысяч) из 5-го польского корпуса.

### От Смоленска до Москвы
После соединения русских армий генералитет стал настойчиво требовать от формально исполняющего обязанности главнокомандующего Барклая-де-Толли генерального сражения. Воспользовавшись территориальной разбросанностью французских корпусов, Барклай-де-Толли решил разбить их поодиночке и выступил 27 июля (8 августа) на Рудню, где квартировала кавалерия маршала Мюрата.
Однако Наполеон, использовав медленное продвижение русской армии, собрал свои корпуса в кулак и попробовал зайти Барклаю-де-Толли в тыл, обойдя его левый фланг с юга, для чего форсировал реку Днепр западнее Смоленска. На пути авангарда французской армии оказалась 27-я дивизия генерала Неверовского, прикрывающая левый фланг русской армии под Красным. Упорное сопротивление Неверовского дало время перебросить корпус генерала Раевского к Смоленску.
К 4 (16) августа Наполеон подошёл к Смоленску с 180 тысячами. Багратион поручил генералу Раевскому (15 тысяч воинов), в 7-й корпус которого влились остатки дивизии Неверовского, оборонять Смоленск. Барклай-де-Толли был против ненужного на его взгляд сражения, но на тот момент в русской армии царило фактическое двуначалие. В 6 часов утра 4 (16) августа Наполеон начал штурм города с марша. Упорное сражение за Смоленск продолжалось до утра 6 (18) августа, когда Барклай-де-Толли отвёл войска из горевшего города, чтобы избежать большой битвы без шансов на победу. Барклай располагал 76 тысячами, ещё 34 тысячи (армия Багратиона) прикрывали путь отхода русской армии на Дорогобуж, который Наполеон мог перерезать обходным манёвром (подобным тому, который не удался под Смоленском).
Маршал Ней преследовал отступающую армию. 7 (19) августа в кровопролитном сражении у Валутиной горы русский арьергард задержал маршала Нея, понёсшего значительные потери. Наполеон послал генерала Жюно обходным путём зайти в тыл русских, но тот не сумел выполнить задачу, и русская армия в полном порядке ушла в сторону Москвы к Дорогобужу. Сражение за Смоленск, разрушившее немалый город, ознаменовало развёртывание всенародной войны русского народа с неприятелем, что сразу почувствовали как рядовые французские снабженцы, так и маршалы Наполеона. Населённые пункты на пути следования французской армии сжигались, население по мере возможности уходило. Наполеон сразу после Смоленского сражения сделал замаскированное предложение мира императору Александру I, пока с позиции сильного, но ответа не получил.

#### Реорганизация управления русской армией
Оставив армию, император не позаботился назначить общего главнокомандующего.
Отношения между Багратионом и Барклаем-де-Толли после отступления из Смоленска с каждым днём становились всё напряжённее.
Отсутствие единоначалия могло привести к катастрофическим последствиям. Для решения вопроса был учреждён Чрезвычайный комитет, и 5 (17) августа на его заседании единогласно главнокомандующим был утверждён генерал от инфантерии Кутузов.
17 (29) августа Кутузов в Царёво-Займище принял армию.
В этот день французы вошли в Вязьму. Кутузов сформировал свой штаб, используя штабы Западных армий. Генерал от кавалерии Беннигсен был определён на должность начальника главного штаба Кутузова, генерал-квартирмейстером всех армий стал Вистицкий, его помощником — Толь, дежурным генералом — полковник П. С. Кайсаров.

#### Бородино
Продолжая в общем стратегическую линию своего предшественника, Кутузов не мог избежать генерального сражения по политическим и моральным соображениям. К 3 сентября русская армия отступила к деревне Бородино. Дальнейшее отступление означало сдачу Москвы. Кутузов решился дать генеральное сражение. Чтобы выиграть время для подготовки укреплений на Бородинском поле, Кутузов приказал генералу Горчакову задержать противника у деревни Шевардино, где был воздвигнут пятиугольный редут. Бой за Шевардинский редут продолжался весь день 5 сентября, только к полуночи дивизия Компана ворвалась на его валы.
26 августа (7 сентября) у деревни Бородино (в 125 км западнее Москвы) произошло крупнейшее сражение Отечественной войны 1812 года между русской и французской армиями. Численности армий были сравнимы — 130—135 тысяч у Наполеона против 110—130 тысяч у Кутузова. Русской армии не хватало вооружения — не было ружей, чтобы вооружить 31 тысячу ополченцев из Москвы и Смоленска. Ратникам раздали пики, но использовать людей как «пушечное мясо» Кутузов не стал (ратники выполняли вспомогательные функции, например, выносили раненых).
Фактически сражение представляло собой штурм французскими войсками линии русских укреплений (флешей, редутов и люнетов). С обеих сторон, и при защите, и при атаке укреплений широко применялась артиллерия. Около полудня при восьмой атаке Багратионовых флешей Наполеон двинул 45 тысяч своих солдат и 400 орудий против 18 тысяч солдат и 300 орудий Багратиона — на фронте 1,5 км, что в сумме с обеих сторон даёт 470 орудий на один километр фронта. Как замечает М. Адамс, «Бородино ознаменовало собой начало эпохи артиллерии».
После кровопролитнейшей 12-часовой битвы французы ценой 30—34 тысяч убитыми и ранеными прорвали, фактически уничтожив изначальный состав оборонявшихся, левый фланг и потеснили центр русских позиций, но развить наступление не смогли. Русская армия также понесла тяжёлые потери (40—45 тысяч убитыми и ранеными). Пленных почти не было ни с той, ни с другой стороны. 8 сентября Кутузов приказал отступить на Можайск с твёрдым намерением сохранить армию.

#### Военный совет в Филях
1 (13) сентября русская армия расположилась лагерем перед Москвой: правый фланг армии был у деревни Фили, центр между селениями Троицким и Волынским, левый фланг перед селом Воробьёвым. Арьергард армии располагался на реке Сетунь. Протяжённость линии фронта составляла около четырёх километров. Сообщение между частями армии сильно затруднялось труднопроходимыми оврагами и речкой Карповкой. Осмотрев эту позицию с Поклонной горы, главнокомандующий и другие военачальники признали её неприемлемой для сражения.
В 5 часов того же дня в доме филёвского крестьянина Михаила Фролова собрался Военный совет, точное число участников которого неизвестно. По воспоминаниям участников войны, на совет были приглашены генералы: М. Б. Барклай-де-Толли, Л. Л. Беннигсен, Д. С. Дохтуров, А. П. Ермолов, П. П. Коновницын, А. И. Остерман-Толстой, Н. Н. Раевский, Ф. П. Уваров и полковник К. Ф. Толь. Присутствовал на совете также дежурный генерал П. С. Кайсаров. Обсуждался один вопрос — дать сражение под Москвой или оставить город без боя.
М. Б. Барклай-де-Толли указывал на вынужденность оставления Москвы для спасения армии: «Сохранив Москву, Россия не сохранится от войны, жестокой, разорительной. Но сберёгши армию, ещё не уничтожаются надежды отечества»
Л. Л. Беннигсен настаивал на сражении, и большинство участников совещания склонялись на его сторону. Окончательное решение принял М. И. Кутузов: «Доколе будет существовать армия и находиться в состоянии противиться неприятелю, до тех пор сохраним надежду благополучно довершить войну, но когда уничтожится армия, погибнут Москва и Россия. Приказываю отступать». Кутузов прервал заседание и приказал отступать через Москву по Рязанской дороге.
После совета Кутузов, по воспоминаниям приближённых, плохо спал, долго ходил и произнёс знаменитое: «Ну, доведу же я проклятых французов… они будут есть лошадиное мясо». Ближе к вечеру 2 (14) сентября в опустевшую Москву вступил Наполеон.

#### Сдача Москвы
2 (14) сентября Наполеон занял Москву без боя. Военным губернатором был назначен маршал Мортье, комендантом крепости и города — Дюронель, «интендантом города Москвы и Московской провинции» (гражданская власть) — Бартелеми де Лессепс. Лессепс «выбрал», а Наполеон утвердил 22 человека из русского населения, которые и получили название муниципалитета, не имевшего никакой власти.
Уже в ночь с 2 (14) на 3 (15) сентября город был охвачен пожаром, который к ночи с 3 (15) на 4 (16) сентября усилился настолько, что Наполеон был вынужден покинуть Кремль.
До 400 горожан из низших сословий были расстреляны французским военно-полевым судом по подозрению в поджогах.
Существуют несколько версий возникновения пожара:
- организованный поджог при оставлении города (обычно связываемый с именем генерал-губернатора Москвы Ростопчина);
- поджог русскими лазутчиками (несколько русских было расстреляно французами по такому обвинению) и уголовниками, намеренно выпущенными из московских тюрем Ростопчиным[184];
- неконтролируемые действия французских войск, случайно возникший пожар, распространению которого способствовал общий хаос в оставленном городе.

Очагов у пожара было несколько, так что возможно, что в той или иной мере верны все версии.
Пожар бушевал до 6 (18) сентября и уничтожил бо́льшую часть Москвы. Из 30 тысяч домов, бывших в Москве перед нашествием, после выхода Наполеона из города оставалось «навряд ли 5 тысяч». При пожаре также погибло несколько тысяч остававшихся в Москве русских раненых.

### Три попытки Наполеона добиться мира
Овладение Москвой Наполеон рассматривал как приобретение прежде всего важной политической, а не военной позиции. Отсюда Наполеон обсуждает дальнейший план военной кампании, в частности, поход на Петербург. Этого похода опасались при петербургском дворе и в царской семье. Но маршалы Наполеона возражали, они считали этот план невыполнимым — «идти навстречу зиме, на север» с уменьшившейся армией, имея в тылу Кутузова, немыслимо. Наполеон не стал отстаивать этот план.
Также из Москвы Наполеон предпринимает попытки заключить мир с Александром I.
- 18 сентября Наполеон через начальника Воспитательного дома генерал-майора Ивана Акинфиевича Тутолмина передал, что почитает Александра по-старому и желал бы заключить мир. Наполеон, по-прежнему, намерен был требовать отторжения Литвы, подтверждения блокады и военного союза с Францией.
- 20 сентября. Следующая попытка была предпринята через два дня. Письмо с предложением мира было доставлено Александру через И. А. Яковлева (отца А. И. Герцена). На донесение Тутолмина и на личное письмо Наполеона к Александру ответа не последовало.
- 4 октября Наполеон направил генерала Лористона к Кутузову в Тарутино для пропуска к Александру I с предложением мира: «Мне нужен мир, он мне нужен абсолютно во что бы то ни стало, спасите только честь»[191]. 5 октября состоялось получасовое свидание Лористона с фельдмаршалом Кутузовым, после чего князь Волконский был отправлен к Александру I с донесением о предложении Наполеона[192], ответа на которое Наполеон от Александра не дождался.

### Народная война против Наполеона
Первоначально, при известии о наступлении наполеоновских войск, эта информация была воспринята среди простого народа неоднозначно. В том числе возникли серьёзные коллаборационистские настроения, по преимуществу среди крепостных крестьян и дворовых людей. Распространялись слухи о том, что Наполеон желает освободить крестьян, дать им волю и наделить землёй. Уже в ходе военной кампании часто случались нападения крестьянских отрядов на правительственные российские войска; во многих районах крепостные сами отлавливали скрывавшихся по лесам помещиков и приводили их во французский лагерь.
Продвижение французской армии вглубь России, рост насилия над населением, пожары в Смоленске и Москве, падение дисциплины в армии Наполеона и превращение значительной её части в банду мародёров и грабителей привело к нарастающему сопротивлению со стороны населения России. Началась партизанская война и организация ополчения.

#### Армейские партизанские отряды
С июня по август 1812 года армия Наполеона, преследуя отступающие русские армии, прошла около 1200 километров от Немана до Москвы. Как следствие, её коммуникационные линии оказались сильно растянуты. Командование русской армии приняло решение создать летучие партизанские отряды для действий в тылу и на коммуникационных линиях противника, чтобы препятствовать его снабжению. Наиболее известными, но далеко не единственными командирами летучих отрядов были Денис Давыдов, Александр Сеславин, Александр Фигнер. Армейские партизанские отряды получали всестороннюю поддержку крестьян.

#### Крестьянские партизанские отряды
Бежавшие из плена русские солдаты, добровольцы из местного населения организовывали самооборону и формировали партизанские отряды. Ермолай Четвертаков, Семён Шубин, Герасим Курин и Егор Стулов, Василиса Кожина, Самусь, Прасковья и другие командиры из числа крестьян, дворян и горожан, смогли составить боеспособные партизанские отряды. Партизанская война сопровождалась беспримерным насилием и жестокостями с обеих сторон. Только за время пребывания в Москве французская армия от действий партизан потеряла более 25 тысяч человек.
На ход войны существенно повлиял отказ крестьян снабжать неприятеля провиантом и фуражом. Осенью 1812 года начальник полиции Березинской подпрефектуры Домбровский писал: «Мне приказывают всё доставлять, а взять неоткуда… На полях много хлеба, неубранного из-за неповиновения крестьян». Сопротивление крестьян вело к перебоям со снабжением Великой армии, система снабжения которой основывалась в значительной степени на заготовках продовольствия на месте.

#### Формирование ополчения
Партизаны составляли как бы первое кольцо окружения вокруг Москвы, занятой французами. Второе кольцо составляли ополченцы. Ещё 6 июля 1812 года Александр I издал манифест, предписывавший дворянам формировать ополчение из своих крепостных, самим вступать в него и выбирать командующего над собой. В один день с манифестом вышло воззвание «Первопрестольной столице нашей Москве», содержащее призыв к москвичам организовать ополчение. Всего за время войны 1812 года было выставлено более 400 тысяч ополченцев, из которых были образованы три округа: 1-й — для обороны Москвы, 2-й — для обороны Петербурга и 3-й — резервный. Ратники ополчения были сведены в пешие и конные полки и дружины, делившиеся на батальоны, сотни и десятки.
После сдачи Москвы Кутузов, очевидно, избегал крупного сражения, армия накапливала силы. За это время народом для ведения войны было собрано 60 млн рублей. В великоросских губерниях (Ярославской, Владимирской, Тульской, Калужской, Тверской и других) набрано 205-тысячное ополчение, в малоросских — 75 тысяч. Для вооружения ополченцев удалось изыскать только 90 тысяч ружей, причём около 50 тысяч ружей закупили в Англии. Партизаны и ополченцы плотным кольцом окружили Москву, грозя превратить стратегическое окружение Наполеона в тактическое.

### Тарутинский манёвр
2 (14) сентября, в то время как французы входили в Москву (около 5 часов пополудни), арьергард Милорадовича покидал Москву. Французская кавалерия Себастиани остановилась по просьбе Милорадовича и пропустила без боя последние войска и обозы русских.
4 (16) сентября армия отступила к Боровскому перевозу и перешла на правый берег Москвы-реки. Помимо армии, через Боровский перевоз переправилось более 40 тысяч обозных подвод и экипажей жителей Москвы. Главная квартира армии расположилась в Кулакове.
5 (17) сентября Кутузов, двигаясь вдоль правого берега Пахры, пересёк Каширскую дорогу, 6 сентября достиг Подольска, а 9 сентября — селения Красной Пахры на старой Калужской дороге.
До 14 (26) сентября Наполеон не знал, где находится русская армия. Казаки, отступая по Рязанской дороге, обманули и увлекли за собой отряд Мюрата на два перехода, до Бронниц. Французы потеряли русскую армию из виду, и только появление казаков на Можайской дороге побудило Наполеона в ночь на 10 (22) сентября выслать корпус Юзефа Понятовского к Подольску.
Расположение русской армии у Красной Пахры прикрывалось: авангардом Милорадовича — у деревни Десны, корпусом Раевского — у деревни Луковня, между Калужской и Тульской дорогами, кавалерией Васильчикова — у Подольска.
Из Красной Пахры Кутузов к 2 октября отвёл армию дальше на юг к селу Тарутино ближе к Калуге. Находясь на старой Калужской дороге, Русская армия прикрывала Тулу, Калугу, Брянск и хлебородные южные губернии, угрожала неприятельскому тылу между Москвой и Смоленском.
Английский генерал Р. Вильсон, находившийся при штабе русской армии, подталкивал русское командование к решительной схватке. Не уступая давлению, Кутузов в разговоре с Л. Л. Беннигсеном прямо заявил: «Мы никогда, голубчик мой, с тобой не согласимся. Ты думаешь только о пользе Англии, а по мне, если этот остров сегодня пойдёт на дно моря, я не охну».
В Москве Наполеон оказался в западне, зимовать в разорённом пожаром городе было невозможно: фуражировки за пределами города плохо удавались, растянутые коммуникации французов были очень уязвимы, армия начинала разлагаться. Наполеон стал готовиться к отступлению на зимние квартиры где-то между Днепром и Двиной.
6 (18) октября русские войска атаковали под Тарутином французский заслон под командованием маршала Мюрата, следивший за русской армией. Потеряв до 4 тысяч солдат и 38 пушек, Мюрат отступил. Тарутинский бой стал знаковым событием, ознаменовавшим переход инициативы в войне к русской армии. На следующий день Наполеон покинул Москву.

## Отступление Наполеона (октябрь — декабрь 1812 года)
Оккупированная Наполеоном территория России имела форму клина. В то время, когда Наполеон входил в Москву, над его левым флангом на севере в районе Полоцка нависала армия генерала Витгенштейна, удерживавшаяся французскими корпусами маршалов Сен-Сира и Удино. Правый фланг Наполеона находился близ границ Российской империи в Беларуси. Армия генерала Тормасова связала своим присутствием австрийский корпус генерала Шварценберга и 7-й корпус генерала Ренье. Французские гарнизоны вдоль Смоленской дороги охраняли коммуникационную линию и тыл Наполеона.

### Стратегические планы сторон после отступления из Москвы
Наполеон
Документы с точными планами Наполеона на продолжение кампании не сохранились. Все планы ограничиваются туманными фразами о том, что армия будет зимовать где-то между «Смоленском, Могилёвом, Минском и Витебском. … Москва не представляет больше военной позиции. Иду искать другой позиции, откуда выгодней будет начать новый поход, действие которого направлю на Петербург или Киев».
Кутузов
Кутузов предполагал, что Наполеон станет отступать скорее всего на юг или по Смоленской дороге. Юго-западное направление всё чаще фигурировало в показаниях пленных и дезертиров. Кутузов поставил под наблюдение все возможные пути отхода наполеоновской армии из Москвы. Одновременно укреплялась оборона северных границ Волынской, Киевской, Черниговской и Калужской губерний.
- Отступление наполеоновской армии из Москвы
- Отход французов из Москвы. Суходольский (1844)
- Отступление наполеоновской армии из Москвы. Аткинсон (1813)
- Отступление Наполеона из Москвы. Адольф Нортен
- Рисунок  'Выезд Наполеона из Москвы в сопровождении Нея и Мюрата' (1813~1825)

В декабре 1812 года Кутузов представил Александру I рапорт, в котором дал стратегический обзор кампании со дня отступления армии в Тарутинский лагерь и до изгнания вражеских войск из России. Касаясь замыслов Наполеона после выступления из Москвы, Кутузов писал, что тот собирался «Боровскою дорогою пройти в Калугу, и есть ли бы удалось ему разбить нас при Малом Ярославце, опрокинув нас за Оку, расположиться в богатейших губерниях наших на зимовые квартиры». Дальновидность Кутузова проявилась в том, что своим Тарутинским манёвром он предвосхитил движение французских войск к Смоленску через Калугу.

### От Москвы до Малоярославца
19 октября французская армия (110 тысяч) с огромным обозом стала покидать Москву по Старой Калужской дороге. Наполеон планировал добраться до ближайшей крупной продовольственной базы в Смоленске по не разорённой войной местности — через Калугу.
Дорогу на Калугу Наполеону заслонила армия Кутузова, расположившись под селом Тарутино на Старой Калужской дороге. Из-за недостатка лошадей артиллерийский парк французов сократился, крупные кавалерийские соединения практически исчезли. Не желая прорываться с ослабленной армией через укреплённую позицию, Наполеон свернул в районе села Троицкого (современный Троицк) на Новую Калужскую дорогу (современное Киевское шоссе), чтобы обойти Тарутино. Однако Кутузов перебросил армию под Малоярославец, перерезав французам пути отступления по Новой Калужской дороге.
24 октября состоялось сражение под Малоярославцем. Город восемь раз переходил из рук в руки. В конце концов французам удалось захватить Малоярославец, но Кутузов занял укреплённую позицию за городом, которую Наполеон не рискнул штурмовать. Армия Кутузова к 22 октября насчитывала 97 тысяч регулярных войск, 20 тысяч казаков, 622 орудия и более 10 тысяч ратников ополчения. Наполеон имел под рукой до 70 тысяч боеспособных солдат, кавалерия практически исчезла, артиллерия была значительно слабее русской. Ход войны теперь диктовала русская армия.
25 октября Наполеон, осуществлявший объезд армии, едва не стал жертвой налёта казаков на обоз французской гвардии. В этот же день генерал Лефевр, разведывавший дорогу на Юхнов, потерпел поражение от казачьих отрядов Быхалова и Иловайского под Медынью. Наполеон чувствовал, что время работает на русских, которые не спеша готовят его армии «новую Полтаву». На вечернем совете в Городне, где решался вопрос о дальнейших действиях французской армии, Мюрат предрекал большие потери при отступлении от Боровска на запад и советовал возвращаться к Можайску. Мнения соратников Наполеона разделились и, закрывая совет, он заявил, что на следующий день примет решение.
26 октября Наполеон приказал отступать на север на Боровск—Верею—Можайск. В боях за Малоярославец русская армия решила крупную стратегическую задачу — сорвала план прорыва французских войск на юго-запад и заставила врага отступать по разорённой им Старой Смоленской дороге. Из Можайска французская армия возобновила движение к Смоленску той дорогой, по которой наступала на Москву.

### От Малоярославца до Березины
От Малоярославца до села Красного (в 45 км к западу от Смоленска) Наполеона преследовал авангард русской армии под командованием генерала Милорадовича. Со всех сторон отступающих французов атаковали казаки генерала Платова и партизаны, сильно затрудняя снабжение армии. Основная армия главнокомандующего Кутузова двигалась южнее параллельно Наполеону.
1 ноября Наполеон прошёл Вязьму. 3 ноября русский авангард сильно потрепал замыкающие корпуса французов в сражении под Вязьмой.
8 ноября Наполеон вступил в Смоленск, где провёл пять дней, поджидая отставших. В распоряжении Наполеона в Смоленске под ружьём оставалось 40—45 тысяч солдат при 127 орудиях и примерно столько же небоеспособных солдат, раненых и потерявших оружие. Части французской армии, поредевшие на марше из Москвы, входили в Смоленск целую неделю с надеждой на отдых и питание. Больших запасов провианта в городе не оказалось, а то, что было, разграбили толпы неуправляемых солдат. Наполеон приказал расстрелять интенданта армии Сиоффа, который столкнулся с сопротивлением крестьян и не сумел организовать сбор продовольствия. Второго интенданта, Вильбланша, спас от расстрела только рассказ о неуловимой предводительнице партизан Прасковье и о неповиновении крестьян.
9 ноября соединённые силы партизанских отрядов Дениса Давыдова, Сеславина, Фигнера и кавалерийского отряда Орлова-Денисова в 3300 человек при четырёх орудиях разгромили французскую бригаду генерала Ожеро в бою под Ляховом, 60 офицеров и около 1,5 тысяч наполеоновских солдат сдались в плен.
Стратегическое положение Наполеона ухудшалось: с юга приближалась Дунайская армия адмирала Чичагова, с севера наступал генерал Витгенштейн, авангард которого 7 ноября освободил Витебск, лишив французов накопленных там продовольственных запасов.
14 ноября Наполеон с гвардией двинулся из Смоленска вслед за авангардными корпусами. Корпус маршала Нея, находившийся в арьергарде, покинул Смоленск лишь 17 ноября. Колонна французских войск сильно растянулась. Этим обстоятельством воспользовался Кутузов, направивший авангард под командованием Милорадовича наперерез корпусам Евгения Богарне, Даву и Нея в районе села Красного. 15—18 ноября в результате боёв под Красным войскам Наполеона удалось прорваться, потеряв много солдат и большую часть артиллерии.
Дунайская армия адмирала Чичагова (24 тысячи) 16 ноября освободила Минск, лишив Наполеона крупнейшего тылового центра. Более того, 21 ноября авангард Чичагова освободил город Борисов, где Наполеон планировал переправиться через реку Березину. Авангардный корпус маршала Удино выбил Чичагова из Борисова на западный берег Березины, однако русский адмирал с сильной армией стерёг возможные места переправы. 22 ноября Наполеон прибыл в Толочин, где до него дошло известие о захвате русскими переправы через Березину.
24 ноября Наполеон подошёл к Березине, оторвавшись от преследовавших его армий Витгенштейна и Кутузова.

### От Березины до Немана
25 ноября рядом искусных манёвров Наполеону удалось отвлечь внимание адмирала Чичагова к городу Борисову и к югу от Борисова. Чичагов полагал, что Наполеон намерен переправиться в этих местах, чтобы выйти коротким путём на дорогу к Минску и затем направиться на соединение с австрийскими союзниками. Тем временем французы навели два моста севернее Борисова, по которым 26—27 ноября Наполеон переправился на правый (западный) берег реки Березины, отбросив слабое сторожевое охранение русских.
Осознав заблуждение, адмирал Чичагов безуспешно атаковал Наполеона основными силами 28 ноября на правом берегу. На левом берегу французский арьергард, оборонявший переправу, был атакован подошедшим корпусом генерала Витгенштейна. Основная армия главнокомандующего Кутузова отстала позади.
Не дождавшись переправы всей огромной толпы отставших французов, состоявшей из раненых, обмороженных, потерявших оружие и гражданских, Наполеон приказал сжечь мосты утром 29 ноября. Основным итогом сражения на Березине явилось то, что Наполеон избежал полного разгрома в условиях значительного превосходства русских сил. В воспоминаниях французов переправа через Березину занимает не меньшее место, чем крупнейшее Бородинское сражение.
Потеряв на переправе 21 тысячу человек, Наполеон с девятью тысячами оставшихся под ружьём солдат двинулся к Вильно, присоединяя по пути французские дивизии, действовавшие на других направлениях. Армию сопровождала большая толпа небоеспособных людей, главным образом потерявшие оружие солдаты из союзных государств.

5 декабря в деревне Сморгонь Наполеон оставил армию на Мюрата и Нея и под именем герцога Виченцского (это был титул Коленкура, который сопровождал Наполеона во время его побега из России) инкогнито бежал в Париж набирать новых солдат взамен погибших в России . 
16 декабря вышел последний, 29-й бюллетень Великой армии, в котором Наполеон был вынужден косвенно признать масштабы потерь, списывая их при этом на преждевременно наступившие необычайно сильные морозы. Этот бюллетень даже предлагали не публиковать дабы не вызывать панику среди народа, но когда его выпустили, то цифры в нём вызвали шок во всем французском обществе.
На самом деле необычайно сильные морозы ударили лишь во время переправы через Березину. Продолжившись и в последующие дни, они окончательно истребили и без того ослабленных голодом французов. Лучше экипированные русские войска продолжали преследование, несмотря на холода. Авангард войск Кутузова под командой атамана Платова подошёл к Вильно на следующий день после вступления туда французов. Не в силах отстоять город и потеряв в Вильно около 20 тысяч человек, Ней и Мюрат продолжили отступление к реке Неман, разделявшей Россию с Пруссией и Варшавским герцогством.
14 декабря в Ковно жалкие остатки Великой армии численностью 1600 человек переправились через реку Неман в Варшавское герцогство, а затем — в Пруссию. Позднее к ним присоединились остатки войск с других направлений. Отечественная война 1812 года завершилась 14 (26) декабря освобождением территории Российской империи и практически полным уничтожением вторгнувшейся Великой Армии.
Последний этап войны прокомментировал беспристрастный наблюдатель К. Клаузевиц:

Русские редко опережали французов, хотя и имели для этого много удобных случаев; когда же им и удавалось опередить противника, они всякий раз его выпускали; во всех боях французы оставались победителями; русские дали им возможность осуществить невозможное; но если мы подведем итог, то окажется, что французская армия перестала существовать, а вся кампания завершилась полным успехом русских, за исключением того, что им не удалось взять в плен самого Наполеона и его ближайших сотрудников. Неужели же в этом не было ни малейшей заслуги русской армии. Такое суждение было бы крайне несправедливо.

### Северное направление
После второго сражения за Полоцк (18—20 октября), произошедшего спустя два месяца после первого, маршал Сен-Сир отступил на юг к Чашникам, опасно приблизив наступающую армию генерала Витгенштейна к тыловой линии Наполеона. В эти дни Наполеон начал отступление из Москвы. На помощь был немедленно послан из Смоленска 9-й корпус маршала Виктора, прибывший в сентябре как резерв Наполеона из Западной Европы. Соединённые силы французов достигли 36 тысяч солдат, что примерно соответствовало силам Витгенштейна (30 тысяч человек). Встречное сражение произошло 31 октября под Чашниками, в результате которого французы отступили на юг.
Витебск остался неприкрытым, отряд из армии генерала Витгенштейна 7 ноября взял город штурмом, захватив в плен 300 солдат гарнизона и запасы продовольствия, подготовленные для отступающей армии Наполеона. 14 ноября маршал Виктор в районе деревни Смоляны попытался отбросить Витгенштейна обратно за реку Двину, однако безуспешно, и стороны сохраняли свои позиции до подхода Наполеона к реке Березине. Затем маршал Виктор, соединившись с основной армией, отступил к Березине в качестве арьергарда Наполеона, сдерживая давление Витгенштейна.
В Прибалтике под Ригой велась позиционная война с редкими вылазками русских против корпуса маршала Макдональда. Финляндский корпус генерала Штейнгеля (12 тысяч) подошёл 22 сентября на помощь гарнизону Риги, однако отсутствие взаимопонимания между рижским военным губернатором Иваном Эссеном и Штейнгелем привело к неудаче в сражении при Мезотене 29 сентября.
Штейнгель был переброшен к Витгенштейну в Полоцк на театр основных боевых действий. 15 ноября маршал Макдональд в свою очередь удачно атаковал русские позиции, едва не уничтожив крупный русский отряд.
10-й корпус маршала Макдональда стал отходить из-под Риги в сторону Пруссии только 19 декабря, уже после того, как остатки главной армии Наполеона покинули пределы России. 26 декабря отрядам Макдональда пришлось вступить в бой с авангардом генерала Витгенштейна. 30 декабря российский генерал Дибич заключил с командующим прусским корпусом генералом Йорком соглашение о перемирии, известное по месту подписания как Таурогенская конвенция. Таким образом, Макдональд лишился своих основных сил, ему пришлось спешно отступать через Восточную Пруссию.

### Южное направление
18 сентября 38-тысячная армия адмирала Чичагова подошла с Дуная к южному фронту возле Луцка. Соединённые силы адмирала Чичагова и генерала Тормасова (более 60 тысяч) атаковали австрийского генерала Шварценберга (40 тысяч), заставив его в середине октября отступить в Варшавское герцогство. Адмирал Чичагов, принявший главное командование, дал войскам двухнедельный отдых, после чего 27 октября из Брест-Литовска двинулся на Минск с 24 тысячами солдат, оставив против австрийцев генерала Сакена с 27-тысячным корпусом.
Генерал Шварценберг попытался преследовать Чичагова, обойдя позиции Сакена и прикрываясь от его войск Саксонским корпусом генерала Ренье. Ренье не сумел удержать превосходящие силы Сакена, и Шварценберг был вынужден ему помочь. Совместными силами Ренье и Шварценберг вынудили отступить Сакена южнее Брест-Литовска, тем не менее армия Чичагова прорвалась в тылы Наполеона и 16 ноября заняла Минск, а 21 ноября подошла к городу Борисову на Березине, где отступающий Наполеон планировал переправляться.
27 ноября Шварценберг по приказу Наполеона двинулся на Минск, но остановился в Слониме, откуда 14 декабря отступил через Белосток в Варшавское герцогство.

## Коллаборационизм в Отечественной войне 1812 года
Шляхта и католическое духовенство западной части Российской империи, ещё недавно входивших в состав Речи Посполитой, встречали французов как освободителей, надеясь на восстановление Польши.
Из западных губерний РИ, где польско-литовская шляхта сразу приняла сторону Наполеона (территории современных Литвы и Беларуси) было образовано Литовское княжество с центром в Вильне. Пронаполеоновской литовской администрации удалось в ходе войны собрать достаточно большие запасы. Только в Вильне было собрано «хлеба (сухарей или муки) для 100.000 человек на 40 дней, не считая зернового хлеба, отчасти привезённого из Самогитии в зимние магазины; мяса на 100.000 человек на 36 дней, и вина (или пива) 9 миллионов порций; 42.000 пар сапог; значительные магазины с фуражом, зеленью, одеждою и лошадиною сбруею; 34.000 ружей; амуниция всякого рода». Однако остатки «Великой армии» уже не смогли ими воспользоваться.
25 июля (6 августа) 1812 года Наполеоном была образована административная комиссия — орган управления Витебской провинцией (губернией). Наполеон не принял окончательного решения о присоединении Витебской и Могилёвской губернии к воссозданному им Литовскому княжеству, рассчитывая использовать эти территории в ожидавшемся дипломатическом торге с Александром I. В Динабургском, Лепельском, Полоцком, Суражском, Велижском и Витебском уездах были назначены супрефекты из числа местных маршалков (название уездных предводителей дворянства на польский лад), такие как Станислав и Ромуальд Богомолец, Иосиф Борх и т. д..
По указанию Наполеона ксёндз Полонский произнёс в иезуитском костёле Витебска речь, в которой призывал горожан присягнуть французскому императору. Присягнувшие обязаны были носить на рукаве цветную кокарду. Тот, кто её не имел, при появлении на улице подвергался оскорблениям и побоям. По изгнании Наполеона ксёндз Полонский и бывшие супрефекты высылались в Олонецкую губернию, но уже в 1813 году были отпущены обратно в Витебскую губернию, где впоследствии снова избирались предводителями дворянства.
Отдельные случаи коллаборационизма описаны в воспоминаниях современников.
Например, высокопоставленный чиновник Пржецлавский рассказывает в своих мемуарах о своём дяде Феликсе Броньском, служившим у Наполеона подпрефектом в городе Слониме, следующее. У последнего всегда были готовы два мундира: один по французской, другой по русской форме, и он выбирал необходимый в зависимости от того, войска какой из воюющих держав вступили в город. По мнению автора мемуаров, Броньский был «как нельзя более на своём месте, одинаково приветливый и ладивший и с теми, и с другими». Он обладал замечательным даром слова и до того был способен проникаться своею двойною ролью, что в именины Наполеона, когда в Слониме были саксонцы, произнёс в костёле прекрасную речь и от сердечного умиления плакал; когда же осенью наступил царский праздник, а в городе были русские, он, в том же костёле, произнёс не менее трогательную речь и также с аккомпанементом слёз. Подобная дипломатичность была в итоге вознаграждена необычайно мягкой реакцией Санкт-Петербурга на подобные проявления коллаборационизма. Достаточно сказать, что после победы российских войск бывший подпрефект Броньский неоднократно избирался большинством шляхтичей уезда на должность уездного предводителя.
Мягкость властей РИ с «инославным» дворянством и духовенством, происходившим из бывшей Польши, Литвы и государства Тевтонского ордена, не вполне сочеталась с высокими стандартами верноподданничества, задаваемыми официальной пропагандой и искусством для простого народа. Например, изваяние 1813 года «Русский Сцевола» скульптора Демут-Малиновского изображает русского крестьянина, отрубающего себе руку с отметкой нового французского барина.
Известны случаи сотрудничества с Наполеоном и в православном духовенстве. Могилёвский архиепископ Варлаам (Шишацкий) уже в июле 1812 года присягнул Наполеону, и его примеру последовала часть местного духовенства. За это в 1813 году архиепископ был лишён сана. Однако 122 года спустя определением Московской патриархии № 85 от 25 июля 1935 года это решение бывшего Святейшего Правительствующего Синода от 20 апреля 1813 года было полностью отменено «как вынесенное по мотивам политическим и под давлением политической обстановки».
Крепостные, которых помещики отдавали в ополчение, знали из манифеста Александра I, что после окончания войны они должны вернуться в «первобытное своё состояние и к прежним своим обязанностям». Вот почему для крестьянского сословия вопрос стоял так: либо личное освобождение, либо борьба с противником. Там, где ослабевала дворянская администрация, крестьяне вставали на путь совместных грабежей дворянской собственности с французами; там, где русские власти проявляли твёрдость, они поднимали мужиков на борьбу с врагом. Калужский губернатор П. Н. Каверин, назначенный временно управлять Смоленской губернией, писал царю 22 ноября: «Внушение неприятеля в занятых им местах… повсеместно между поселянами разсеиваемое, уверенность в непринадлежности более России и в неприкосновенности к ним власти помещиков могло поколебать их умы; от чего некоторые в Смоленской губернии способствовали неприятелю в отыскании фуража и сокрытых имуществ, а другие, сообщась с ним, попускались даже на грабительство господских домов. Приписывая сие наиболее простоте и неведению поселян, а паче тому, что они оставались без всякаго над ними начальства, не приступаю… к явным разысканиям… Напротив в других местах, где начальство могло иметь своё действие…, при всяком неприятельском покушении с таковою лестию или на похищение поселян, везде встречали от них совершенную гибель». Смоленский помещик М. М. Ельчанинов свидетельствовал: «Со вступлением неприятеля в Смоленскую губернию, чернь взволнована была предательскими внушениями и обещанием свободы или вольницы, как тогда выражались». В некоторых селениях Московской губернии крестьяне даже объявляли себя подданными французов и отказывались подчиняться русским властям.
Проявившиеся в условиях французской оккупации межсословные противоречия налицо в случае с Павлом Энгельгардом, памятник которому как герою войны 1812 года был поставлен в Смоленске в 1835 году дворянством. Согласно «Походным Запискам русского офицера» французы расстреляли «русского Кодра» Энгельгарда вовсе не из-за партизанской деятельности, а из-за «духа злобы» его собственных крепостных:

Некоторые крестьяне его, недовольные устройством, в котором он содержал их во всё время общего беспорядка, негодуя на примерную строгость, с которою он наказывал их за участие в грабеже французов и за ослушание против русских законов — крестьяне сии, пресыщенные льстивыми обещаниями вольности и золотых источников, решились итти в Смоленск к французскому начальству доносить на своего помещика о лишении им жизни нескольких французов. Просьба крестьян выслушана судьями, произведено следствие, и не найдено никаких следов смертоубийства. Сам предводитель разбойнической шайки постыдился бы произнести решительный приговор над Энгельгардом. Дела потекли по-прежнему в поместьях сего последнего; но дух злобы не дремал: вскоре бунтовщики, подстрекаемые наполеоновыми прокламациями, соединились в небольшую разбойническую шайку, набрали в окрестностях несколько убитых французов, и бросив их в отсутствие помещика под полы его дома, привели из Смоленска французских коммисаров для вскрытия полов сих и свидетельства мёртвых тел. Энгельгард найден виновным в смертоубийстве и призван в верховный суд в Смоленск.

Немногочисленные случаи коллаборационизма были на территориях, где существовало партизанское движение. Например, в Смоленской губернии с французами сотрудничал 61 человек, в том числе семь офицеров (правда все они служили не в армии, а в местных учреждениях, занимавшихся бытом населения). Случаи перехода к противнику офицеров из Русской армии были большой редкостью. Например, в январе 1813 года расстреляли корнета Нежинского драгунского полка Городнецкого, который перешёл к противнику ещё летом 1812 года и был захвачен русскими в Вильне.

## Итоги Отечественной войны 1812 года

### Непосредственные итоги войны
Главным итогом Отечественной войны 1812 года стало практически полное уничтожение Великой армии Наполеона.
По подсчётам военного историка Клаузевица, армия вторжения в Россию вместе с подкреплениями в ходе войны насчитывала 610 тысяч солдат, включая 50 тысяч солдат Австрии и Пруссии.
По сведениям прусского чиновника Ауэрсвальда, к 21 декабря 1812 года через Восточную Пруссию прошло из Великой армии 255 генералов, 5111 офицеров, 26 950 низших чинов, «все в весьма жалком состоянии». К этим 30 тысячам надо добавить примерно 6 тысяч солдат (вернувшихся во французскую армию) из корпусов генерала Ренье и маршала Макдональда, действовавших на северном и южном направлениях. Многие из вернувшихся в Кёнигсберг, по свидетельству графа Сегюра, скончались от болезней, достигнув безопасной территории.
Спасшиеся офицеры составили костяк новой армии Наполеона, рекрутированной в 1813 году.
Таким образом, Наполеон потерял в России около 580 тысяч солдат. Эти потери, согласно подсчётам Т. Ленца, включают в себя 200 тысяч убитых, от 150 до 190 тысяч пленных, около 130 тысяч дезертиров, бежавших на родину (в основном, из числа прусских, австрийских, саксонских и вестфальских войск, но были и примеры среди французских солдат), ещё около 60 тысяч беглецов были укрыты русскими крестьянами, горожанами и дворянами. Из 47 тысяч гвардии, вошедшей в Россию с императором, через полгода осталось несколько сотен солдат. В России было потеряно свыше 1200 орудий. По разным оценкам, из общего числа Великой армии, вторгшейся в Россию, в строй вернулось от 10 до 30 тыс. человек (менее 10 тыс., менее 20 тыс., 23 тыс., 25 тыс. чел., менее 30 тыс. человек и пр.).
Согласно рапортам генерал-губернаторов из западных, волжских и уральских губерний России, по состоянию на 1 января 1813 года там находилось более 216 тыс. пленных солдат и офицеров Великой армии, из которых 140—150 тыс. — «организованных» (в лагерях) и 50—60 тыс. — «неорганизованных» («шерамыжников»). Из тех же рапортов известно, что более 60 тыс. бывших военнопленных вступило в российское подданство. Однако большая часть пленных оставляла за собой статус «временного подданства» (от 2 до 10 лет) в надежде когда-нибудь вернуться домой.
По результатам оценочного расчёта, проведённого В. А. Бессоновым, общее число военнопленных Великой армии в 1812 году составило 110 268 человек. Из них к началу 1813 года умерло 65 503 человека. Остальные 44 765 человек продолжали находиться на территории 48 российских губерний и областей. Другие исследователи указывают, что число пленных за всю войну 1812 года было более 200 тыс. человек, большая часть которых умерла в плену.
Историк середины XIX века Богданович подсчитал пополнения русских армий за время войны по ведомостям Военно-учёного архива Главного штаба. Общая убыль к декабрю 1812 года составляла 210 тысяч солдат. Из них, по предположению Богдановича, в строй вернулось до 40 тысяч. Потери корпусов, действовавших на второстепенных направлениях, и ополчений, могут составлять примерно те же 40 тысяч человек. Богданович оценил общие потери русской армии в 210 тысяч солдат и ополченцев. По мнению ряда современных исследователей, общие потери русских в регулярной армии, ополчении, иррегулярных и казачьих войсках погибшими по разным причинам (боевые, болезни, обморожения и др.) составляли от 150 до 200 тыс. человек. Около 150 тыс. раненых и столько же осталось инвалидов (калек) в результате ран, болезней и обморожений. По мнению некоторых западных авторов, около 50 тыс. дезертировало.
В январе 1813 года начался «Заграничный поход русской армии» — боевые действия переместились на территорию Германии и Франции. В октябре 1813 года Наполеон был разгромлен в битве под Лейпцигом, а в апреле 1814 года отрёкся от трона Франции.

### Причины поражения Наполеона
Среди причин поражения Наполеона в его русском походе наиболее часто называют:
- всенародное участие в войне и массовый героизм русских солдат и офицеров;
- протяжённость территории России и суровые климатические условия;
- полководческое дарование главнокомандующего русской армией Кутузова и других генералов;
- грамотное ведение боевых действий со стороны российской армии.

Главной причиной поражения Наполеона стал общенациональный подъём на защиту отечества. В единении русской армии с народом надо искать источник её мощи в 1812 году. Существует также мнение, что на ход войны значительное влияние оказали дизентерия и сыпной тиф, распространённые в армии Наполеона во время отступления от Москвы. Ещё одним фактором стал многонациональный состав Великой армии, включавшей войска из покоренных Наполеоном стран: эти солдаты не были мотивированы воевать за чуждые им интересы Наполеона, и в рядах его армии их удерживал в основном страх наказания за дезертирство.
Отказ русской армии от генерального сражения на границе и отступление вглубь обширных территорий Российской империи привели к «изменению в планах, что заставило Наполеона наступать далее, за эффективные границы его системы снабжения». Упорное сопротивление русских войск и умение русских главнокомандующих М. Б. Барклая-де-Толли и М. И. Кутузова сохранить армию не позволили Наполеону выиграть войну победой в одном большом сражении.
По мере удаления от Немана наполеоновская армия была вынуждена всё больше полагаться на фуражировки, а не на систему заранее подготовленных магазинов. В условиях большой растянутости линий снабжения решающую роль сыграла недисциплинированность французских фуражных команд, укомплектованных рекрутами и призывниками низкого качества, и сопротивление русского народа неприятелю, утаивавшего продовольствие и фураж, вооружённая борьба партизан с французскими фуражировщиками и перехват неприятельских обозов (т. н. асимметричная война). Совокупность указанных причин привела к развалу французской системы снабжения войск продовольствием и фуражом и в конечном итоге к голоду и превращению большей части армии в небоеспособную толпу, в которой каждый мечтал только о личном спасении.
На завершающем этапе войны, в декабре сразу после Березины, эта удручающая картина была усугублена морозом ниже −20°С, вконец деморализовавшим армию Наполеона. Довершила разгром русская армия, которая, по выражению Клаузевица, продолжая отступление, под конец вновь привела противника к границе:

В России можно играть со своим противником в «кошки и мышки» и, таким образом, продолжая отступление, под конец можно вновь привести противника к границе. В этом образном выражении … отражается, главным образом, пространственный фактор и выгоды гигантских протяжений, не дающих возможности наступающему простым продвижением вперёд прикрывать пройденное пространство и стратегически вступить во владение им.
Историк и участник войны 1812 года генерал-лейтенант Михайловский-Данилевский в «Описании Отечественной войны в 1812 году» подчёркивал важную роль стратегического планирования, осуществлявшегося императором Александром I и его военными советниками: в то время, когда главные силы русской армии ещё отступали перед Наполеоном, в Петербурге уже составляли планы действий армий Чичагова и Витгенштейна против фланговых корпусов Великой армии. Эти планы начали воплощаться в жизнь уже вскоре после входа Наполеона в Москву (наступление Чичагова), а завершились соединением всех русских войск на Березине.

### Долгосрочные последствия войны
Разгром Наполеона в России позволил международной коалиции, в которой главную роль играла Россия, сокрушить Французскую империю. Победа над Наполеоном как никогда высоко подняла международный престиж России, которая играла определяющую роль на Венском конгрессе и в последующие десятилетия оказывала решающее влияние на дела Европы. Вместе с тем внешнеполитическое усиление России не подкреплялось развитием её внутреннего уклада. Хотя победа воодушевила и сплотила всё русское общество, военные успехи не привели к изменению социально-экономического устройства русской жизни. Многие крестьяне, бывшие солдатами и ополченцами в русской армии, победно прошли через всю Европу и видели, что крепостничество повсеместно отменено. Крестьянство ожидало существенных перемен, которых не последовало. Русское крепостничество продолжало существовать и после 1812 года. Некоторые историки склонны считать, что в то время ещё не было всех социально-экономических условий, которые немедленно привели бы к его крушению. Однако резкий всплеск крестьянских восстаний и формирование политической оппозиции среди прогрессивного дворянства, последовавшие сразу после военных действий, опровергают этот взгляд.
- «Нос, привезённый Наполеоном с собой из России в Париж». Рис. Теребенева И. (1813)
- «Наполеон продаёт с молотка похищенные им антики». Рис. Теребенева И. (1813)
- «Угощение Наполеону в России». Рис. Теребенева И. (1813)

Победа в Отечественной войне вызвала не только подъём национального духа, но и стремление к свободомыслию, приведшее в конечном итоге к восстанию декабристов в 1825 году. А. А. Бестужев писал Николаю I из Петропавловской крепости: «… Наполеон вторгся в Россию, и тогда-то народ русский впервые ощутил свою силу; тогда-то пробудилось во всех сердцах чувство независимости, сперва политической, а впоследствии и народной. Вот начало свободомыслия в России».
Не только декабристы увязываются с 1812 годом, — давно была высказана мысль: «без двенадцатого года не было бы Пушкина». Вся русская культура, национальное самосознание получили могучий толчок в год наполеоновского нашествия. По словам А. И. Герцена, с точки зрения созидательной активности широких слоёв общества, «подлинную историю России открывает собой лишь 1812 год; всё, что было до того, — только предисловие».
Много бывших военнопленных из наполеоновской Великой армии после Отечественной войны 1812 года осталось на территории России и приняло российское подданство. Примером могут служить несколько тысяч «оренбургских французов», записанных в казаки Оренбургского Войска. В. Д. Дандевиль, сын бывшего французского офицера Дезире д’Андевиля, впоследствии стал русским генералом, наказным атаманом Уральского казачьего войска и героем русско-турецкой войны. Многие из пленных поляков, служивших в Наполеоновской армии, были зачислены в сибирские казаки. Вскоре после окончания кампаний 1812—1814 гг. этим полякам было предоставлено право вернуться на родину. Но многие из них, успев уже жениться на русских, не пожелали воспользоваться этим правом и остались в сибирских казаках навсегда, получив потом чины урядников и даже офицеров. Многие из них, обладая вполне европейским образованием, назначены были преподавателями во вскоре после того открывшееся войсковое казачье училище (будущий кадетский корпус). Позже потомки этих поляков совершенно слились с прочей массой населения войска, сделавшись совершенно русскими, как по внешнему виду и языку, так и по вере и русскому духу. Только сохранившиеся фамилии вроде: Сваровских, Яновских, Костылецких, Ядровских, Легчинских, Дабшинских, Стабровских, Лясковских, Едомских, Жагульских и многих других, показывают, что предки казаков, носивших эти фамилии, были когда-то поляками.
Отечественная война 1812 года стала частью исторической памяти русского народа. По словам русского историка, литературоведа и издателя П. И. Бартенева: «Стоит только прочесть описание Отечественной войны, чтоб не любящему России возлюбить её, а любящему полюбить ещё жарче, ещё искреннее и благодарить Бога, что такова Россия».
Во время Великой Отечественной войны 1941—1945 годов память о героях 1812 года помогла преодолеть упадок духа в войсках во время поражений и отступлений на начальном этапе нашествия гитлеровской Германии и её европейских союзников по фашистскому блоку на Советский Союз.

## Отражение войны 1812 года в культуре
Отечественная война 1812 года занимает значительное место в исторической памяти русского и других народов, она получила отражение как в научных исследованиях, так и в произведениях архитектуры и искусства, в других культурных событиях и явлениях.

### В науке
Отечественная война 1812 года — предмет наибольшего количества исследований по сравнению с любым другим событием в тысячелетней истории России до 1917 года. Специально о войне написано более 15 тысяч книг и статей.

### В архитектуре
В ознаменование победы в Отечественной войне 1812 года было поставлено множество памятников и монументов, из которых наиболее известны Храм Христа Спасителя (Москва) и ансамбль Дворцовой площади с Александровской колонной (Санкт-Петербург).

### В искусстве
В Зимнем дворце создана Военная галерея, которая состоит из 332 портретов русских генералов, участвовавших в Отечественной войне 1812 года. Большинство портретов выполнил англичанин Джордж Доу.
Одним из самых знаменитых произведений мировой литературы стал роман Л. Н. Толстого «Война и мир».
Поставленный по роману Толстого в СССР фильм режиссёра С. Бондарчука «Война и мир», известный масштабными батальными сценами, удостоился в 1968 году премии «Оскар».
В 1880 году в память о победе в войне Пётр Чайковский написал торжественную увертюру «1812 год». С. С. Прокофьев написал оперу «Война и мир» на собственное совместно с Мирой Мендельсон-Прокофьевой либретто (1943; окончательная редакция 1952; первая постановка — 1946, Ленинград).

### В нумизматике ифалеристике
К 100-летию войны был выпущен памятный 1 рубль 1912 года «Славный год». 15 августа 2018 года Банк России выпустил в обращение памятную серебряную монету номиналом 3 рубля серии «На страже Отечества» с изображением группы солдат со знаменем и мушкетами в форме и с вооружением периода Отечественной войны 1812 года на фоне клубов дыма, силуэтов солдат и офицера у пушки

### Национальные праздники и торжества
30 августа 1814 года император Александр I издал следующий указ: «Декабря 25 день Рождества Христова да будет отныне и днём благодарственного празднества под наименованием в кругу церковном: Рождество Спасителя нашего Иисуса Христа и воспоминание избавления церкви и Державы Российския от нашествия галлов и с ними двадесяти язык». Праздник Рождества Христова до 1917 года в Российской империи отмечался как национальный День Победы. В России широко отмечались и 100-летие, и 200-летие Отечественной войны. В наше время ежегодно в первое воскресенье сентября на Бородинском поле более тысячи участников воссоздают эпизоды Бородинского сражения в ходе военно-исторической реконструкции.

## Позднейшие исторические оценки
Решающим фактором поражения «Великой армии» и крушения претензий Наполеона на мировое господство признаётся русский народ и русская армия.
Оценивая Бородинское сражение с позиций современного военного искусства следует отметить реалистичность поставленной Кутузовым цели максимально ослабить противника, битва стала скорее победой русских, нежели их поражением.
И двести лет спустя война оставалась одним из крупнейших событий в истории страны. Народ и армия России в этой войне сумели отстоять честь и независимость Отечества, обеспечили рост международного престижа страны, дали начало всеобщему восстанию против наполеоновских претензий на мировое господство.
Ошибками были вялость правительства в подходе к военной организации государства, пренебрежение к созданию резервов, слабая мобилизация общества на отражение внешней агрессии, примитивность плана войны с Францией К. Фуля, оказавшегося далёким от понимания национальных интересов России.
Объяснения причин поражения Наполеона климатическим фактором следует признать несостоятельными. Сильные морозы (до —28 0С) начались только в последний день переправы через Березину, до того не имевшей ледового покрытия. Весь предшествующий период только в отдельные дни температура опускалась до —10 0С. И воздействовали холода на солдат обеих армий одинаково. Недостаток продовольствия у оккупантов и, вследствие него, голод возник не в силу каких-то объективных причин, а в результате планомерно организованных Кутузовым действий по нарушению снабжения врага.
Стратегическая концепция Наполеона, очень тщательно готовившегося к походу в Россию, потерпела крах. Он просчитался в оценке боевых возможностей русской армии, менталитета русского народа, особенностей театра военных действий, многократно превосходящих западноевропейские. Кутузов сумел провести постепенную мобилизацию людских ресурсов, поднять моральный дух в войсках, осуществить мобилизационные мероприятия в экономике для армейских нужд, что явно выходило за рамки его полководческих обязанностей. Им была принята иная, чем у Наполеона, стратегия ведения военных действий: вместо генерального сражения им была задействована целая система равнозначимых больших и малых ударов по врагу, манёвров, «малой» партизанской войны. Осознававший невозможность быстрого одновременного задействования всех российских ресурсов Кутузов наращивал свои силы постепенно. Русский главнокомандующий выступил как стратег-новатор, им было осуществлено стратегическое окружение армии противника (до этого в истории военного искусства были примеры лишь тактического — Битва при Каннах, Ледовое побоище). Очень важным было умение Кутузова жертвовать частным ради достижения главной цели.